# Matilda Haglund
Matilda Emilia Margareta Haglund, född 5 december 1996, är en svensk fotbollsmålvakt som spelar för Lidköpings FK. 

## Klubbkarriär
Haglunds moderklubb är Järpås IS. Som 12-åring gick hon till Lidköpings FK. Hon spelade 24 matcher för klubben i Elitettan 2015.
Inför säsongen 2016 värvades Haglund av Linköpings FC, där hon skrev på ett tvåårskontrakt. Haglund missade säsongen 2016 på grund av en korsbandsskada. Haglund debuterade i Damallsvenskan den 4 november 2017 i en 6–0-förlust mot Eskilstuna United. Den 28 november 2017 förlängde hon sitt kontrakt i klubben med två år. Den 13 december 2019 förlängde Haglund återigen sitt kontrakt med två år.
Inför säsongen 2021 återvände Haglund till Lidköpings FK.

## Landslagskarriär
Haglund var en del av truppen som representerade Sverige i U19-EM 2015. Hon vann guld efter att Sverige besegrat Spanien med 3–1 i finalen.

## Meriter
Linköpings FC
- Damallsvenskan (2): 2016, 2017

 Sverige U19
- U19-EM: 2015